# Atheta pseudomombasana
Atheta pseudomombasana – gatunek chrząszcza z rodziny kusakowatych i podrodziny rydzenic.
Gatunek ten opisał po raz pierwszy w 1995 roku Roberto Pace na łamach „Revue suisse de Zoologie”. Jako lokalizację typową wskazano Mount Elgon w Kenii. Epitet gatunkowy nawiązuje do podobnej A. mombasana.
Chrząszcz o błyszczącym, wydłużonym w zarysie ciele długości 3 mm. Głowa jest rudobrązowa, wyraźnie siateczkowana i ziarenkowana, o bardziej niż u A. mombasana wyłupiastych oczach. Czułki mają żółtorude człony pierwszy i drugi oraz brązowe człony pozostałe. Rudobrązowe przedplecze ma ziarenkowaną i pozbawioną siateczkowania powierzchnię. Również rudobrązowe pokrywy są wyraźnie siateczkowane i ziarenkowane. Barwa odnóży jest rudożółta. Odwłok jest brązowy, wyraźnie siateczkowany i ziarenkowany, u samca o szerzej niż u A. mombasana rozstawionych zębach na tylnej krawędzi urotergitu szóstego segmentu. Genitalia samca mają edeagus podobny do tego u A. mombasana, ale mniejszy i płycej po brzusznej stronie wygięty.
Owad afrotropikalny, znany wyłącznie z Kenii.